# Distrito de Mayurbhanj
Mayurbhanj (en oriya: ମୟୂରଭଞ୍ଜ ଜିଲ୍ଲା) es un distrito de la India en el estado de Orissa. Código ISO: IN.OR.MY.
Comprende una superficie de 10418 km².
El centro administrativo es la ciudad de Baripada.

## Demografía
Según censo 2011 contaba con una población total de 2 519 738 habitantes, de los cuales 1 260 262 eran mujeres y 1 253 633 varones.